# Rebecca Ferguson (actrice)
Rebecca Ferguson Sundström (Stockholm, 19 oktober 1983) is een Zweedse actrice. Ze is onder andere bekend van de serie The White Queen en de films Mission: Impossible – Rogue Nation, Mission: Impossible – Fallout, The Girl on the Train en Life. Ferguson werd voor haar rol in de televisieserie The White Queen genomineerd voor een Golden Globe Award.

## Biografie
Ferguson is geboren in Stockholm en groeide op in Vasastaden. Haar moeder is van Engelse afkomst en verhuisde vanuit Engeland naar Zweden op 25-jarige leeftijd. De vader van Ferguson is Zweeds.
Rebecca zat op een Engels-sprekende school in Zweden en werd tweetalig opgevoed. Toen ze dertien jaar oud was, werkte ze als model en verscheen in verschillende commercials en magazines. Daarnaast zat ze ook op een dansschool.

## Carrière
In augustus 2012 werd Ferguson gecast voor de rol Elizabeth Woodville in de tiendelige BBC historische dramaserie The White Queen, gebaseerd op de romans van Philippa Gregory. Ferguson werd voor haar rol genomineerd voor een Golden Globe Award in de categorie Best Actress - Miniseries or Television Film.
In 2015 vertolkte Ferguson de rol als Ilsa Faust, een van de hoofdrollen in de film Mission: Impossible – Rogue Nation, en in 2018 speelde wederom mee in de zesde film Mission: Impossible – Fallout